# نورکینو (شهرستان کالتاسینسکی، باشقیرستان)
نورکینو (انگلیسی: Norkino, Kaltasinsky District, Republic of Bashkortostan) یک شهرک در شهرستان کالتاسینسکی استان باشقیرستان کشور روسیه است.